# Электронная карта
Электро́нная ка́рта — картографическое изображение, сгенерированное на основе данных цифровых карт и визуализированное на видеомониторе компьютера или видеоэкране другого устройства (например, спутникового навигатора).
Являясь средством оперативного контроля, каждая конкретная электронная карта существует лишь в определённый момент времени, как правило непродолжительный, пока видна на устройстве отображения. В этом их главное отличие от прочих визуальных картографических материалов, визуализируемых на твёрдой подложке (бумага, пластик) средствами графического вывода (например, принтерами).
Это значение лучше всего согласуется с самим словом «электронная», то есть получаемая посредством движения электронов, что и происходит в работающем электронном устройстве.
Межгосударственный ГОСТ 28441-99 даёт такое определение:

Электронная карта (ЭК) — цифровая картографическая модель; визуализированная или подготовленная к визуализации на экране средства отображения информации в специальной системе условных знаков, содержание которой соответствует содержанию карты определенного вида и масштаба.

При этом система условных знаков электронной карты включает в себя и специальные шрифты, а классификация электронных карт соответствует общей классификации карт, например: электронная топографическая карта, электронная авиационная карта, электронная геологическая карта, электронная кадастровая карта и другие.

## Условные знаки
Условные знаки, используемые на электронных картах, имеют свои особенности по сравнению с традиционными бумажными картами или компьютерными картами (карты на твёрдой подложке, подготовленные с помощью компьютерных технологий, например ГИС). Это обусловлено с одной стороны низкой разрешающей способностью современных (на конец 2000-х годов) устройств видеоотображения, по сравнению с технологиями печати на твёрдой подложке, а с другой — более широкими графическими возможностями в области анимации.
Ограничение разрешающей способности дисплеев вызывает необходимость упрощать условные знаки (использовать графические образы с меньшим количеством деталей), а отсутствие необходимости иметь статичное изображение карты позволяет применять анимацию (например, мигание) для подсветки отдельных объектов (например, результатов поиска).

## Другие определения
Различные источники часто дают толкования, отличающиеся от данного, что обусловлено отсутствием сложившейся культуры и развитых механизмов публичного обсуждения на заре становления геоинформатики в СССР и России. В таких толкованиях в понятие «электронные карты» могут ошибочно включать цифровые карты (синонимы: цифровые модели местности, геоинформационные базы данных (БД), пространственные БД, БД ГИС) и даже программное обеспечение (ПО), необходимое для работы.
В неформальной речи электронными картами могут также называть компьютерные файлы, содержащие картографическое изображение в растровом, векторном или гибридном (растрово-векторном) формате, визуализируемое на основе данных и правил, содержащихся в файле.
В профильных словарях приводится такое определение электронных карт:

картографическое произведение в электронной (безбумажной) форме, представляющее собой цифровые данные (в том числе цифровые карты или слои данных ГИС), как правило, в записях на диске CD-ROM, вместе с программными средствами их визуализации, обычно картографическим визуализатором или картографическим браузером (map browser).

Такое толкование, будучи формально неверным, может использоваться в неформальной речи для обозначения информационной картографической системы целиком (например, «Я вчера купил диск с электронной картой», когда имеется в виду диск с ПО и цифровыми картами, предназначенными для установки и просмотра на компьютере). Такое толкование практически устарело благодаря развитию картографических онлайн-сервисов (например, Яндекс.Карты, Рамблер-Карты, Google Maps), которые не требуют установки ПО на локальный компьютер, а картографические данные постоянно обновляются.
В ГОСТ Р 50828-95 определение электронной карты смешивается со значением термина «цифровая карта» (являющейся, фактически, моделью или БД). Данный ГОСТ определяет электронную карту следующим образом:

векторная или растровая карта, сформированная на машинном носителе (например, на оптическом диске) с использованием программных и технических средств в принятой проекции, системе координат, условных знаках, предназначенная для отображения, анализа и моделирования, а также решения информационных и расчетных задач по данным о местности и обстановке.